# Европско првенство у атлетици у дворани 2007.
XXIX. Европско првенство у атлетици у дворани 2007. одржано је у Бирмингему, Уједињено Краљевство, у Националној арени (где је 2003. године одржано и Светско првенство у атлетици у дворани) од 2. до 4. марта 2007. године.
Учествовала је 47 земља са укупно 519 такмичара. Такмичило се у 26 дисциплина (13 мушких и 13 женских). У односу на претходно првенство укинута је трка на 200 м у обе конкуренције.
На првенству су први пут учествовали и такмичари Србије.
Највише успеха имали су атлетичари Уједињеног Краљевства, који су освојили 10 медаља: 4 златне, 3 сребрне и 3 бронзане медаље. Највише медаља освојила је Русија са 15 медаља (2+9+4).

## Земље учеснице
1. Азербејџан (1)
2. Албанија (2)
3. Аустрија (6)
4. Белгија (3/3)
5. Белорусија  (14)
6. Бугарска(9)
7. Гибралтар (4)
8. Грузија (1)
9. Грчка (11)
10. Данска (7)
11. Естонија (10)
12. Израел (3)
13. Ирска (13)
14. Исланд (4)
15. Италија (17)
16. Јерменија (1)
17. Кипар (3)
18. Летонија (9)
19. Литванија (5)
20. Лихтенштајн (1)
21. Луксембург  (1)
22. Мађарска(7)
23. Македонија (2)
24. Малта (3)
25. Молдавија (1)
26. Монако (1)
27. Немачка (31)
28. Норвешка (7)
29. Пољска (27)
30. Португалија (6)
31. Румунија (25)
32. Русија (64)
33. Сан Марино} (1)
34. Словачка (8)
35. Словенија (14)
36. Србија (4)
37. Турска (4)
38. Уједињено Краљевство (40)
39. Украјина (21)
40. Финска (15)
41. Француска (31)
42. Холандија (10)
43. Хрватска (4)
44. Чешка (10)
45. Швајцарска (4)
46. Шведска (15)
47. Шпанија  (36)

## Резултати такмичења

### Мушкарци
| Дисциплина          | | Резултат | | Резултат | | Резултат |
| 60 м детаљи         | Џејсон Гарденер Уједињено Краљевство                                                                     | 6,51     | Крејг Пикеринг Уједињено Краљевство                                                                  | 6,59     | Роналд Поњон · Француска                                                                              | 6,60     |
| 400 м детаљи        | Дејвид Гилик · Ирска                                                                                     | 45,52 НР | Бастијан Свилимс · Немачка                                                                           | 45,62    | Роберт Тобин Уједињено Краљевство                                                                     | 46,15    |
| 800 м детаљи        | Арнауд Окен Холандија                                                                                    | 1:47,92  | Мигел Кесада Шпанија                                                                                 | 1:47,96  | Маурицио Бобато Италија                                                                               | 1:48,71  |
| 1.500 м детаљи      | Хуан Карлос Игеро Шпанија                                                                                | 3:44,41  | Серђо Гаљардо Шпанија                                                                                | 3:44,51  | Артуро Касадо Шпанија                                                                                 | 3:44,73  |
| 3.000 м детаљи      | Козимо Калијандро · Италија                                                                              | 8:02,44  | Буабдела Тари · Француска                                                                            | 8:02,85  | Хесус Еспања Шпанија                                                                                  | 8:02,91  |
| 60 м препоне детаљи | Грегор Седок Холандија                                                                                   | 7,63     | Марсел Ван дер Вестен Холандија                                                                      | 7,64     | Џексон Киноњез Шпанија                                                                                | 7,65     |
| 4 х 400 м детаљи    | Уједињено Краљевство} Роберт Тобин (46,49) Дејл Гарланд (46,97) Филип Тејлор (46,89) Стивен Грин (46,69) | 3:07,04  | Русија Иван Бузолин (47,35) Владислав Фролов (45,81) Максим Дилдин (46,59) Артем Сергејенков (48,35) | 3:08,10  | Пољска · Пјотр Кеђа (46,75) · Марћин Марћињишин (46,65) · Лукаш Прига (46,68) · Пјотр Климчак (47,76) | 3:08,14  |
| Скок увис детаљи    | Стефан Холм Шведска                                                                                      | 2,34     | Линус Тернблад Шведска                                                                               | 2,32     | Мартин Бернард Уједињено Краљевство                                                                   | 2,29     |
| Скок мотком детаљи  | Дани Екер · Немачка                                                                                      | 5,71     | Денис Јурченко · Украјина                                                                            | 5,71     | Бјерн Ото · Немачка                                                                                   | 5,71     |
| Скок удаљ детаљи    | Ендру Хау Италија                                                                                        | 8,30 НР  | Луис Цатумас · Грчка                                                                                 | 8,02     | Салим Здири · Француска                                                                               | 8,00     |
| Троскок детаљи      | Филипс Идову Уједињено Краљевство                                                                        | 17,56    | Нејтан Даглас Уједињено Краљевство                                                                   | 17,47    | Александар Сергејев Русија                                                                            | 17,15    |
| Бацање кугле детаљи | Микулаш Конопка · Словачка                                                                               | 21,57 НР | Павел Лижин · Белорусија                                                                             | 20,82    | Јоаким Олсон · Данска                                                                                 | 20,55    |
| Седмобој детаљи     | Роман Шарбле · Чешка                                                                                     | 6.196    | Александар Погорелов Русија                                                                          | 6.127    | Андреј Кравченко · Белорусија                                                                         | 6.090    |

### Жене
| Дисциплина          | | Резултат              | | Резултат       |                                                                                               | Резултат    |
| 60 м детаљи         | Ким Геварт Белгија | 7,12                  | Јевгенија Пољакова Русија                                                                            | 7,18           | Дарија Ониско Пољска                                                                          | 7,20        |
| 400 м детаљи        | Никол Сандерс Уједињено Краљевство                                                                                          | 50,02 НР              | Илона Усович · Белорусија                                                                            | 51,00          | Олесја Зикина Русија                                                                          | 51,69       |
| 800 м детаљи        | Оксана Зброжек Русија | 1,59,23               | Тетјана Петљук · Украјина                                                                            | 1:59,84        | Јоланда Чеплак · Словенија                                                                    | 2:00,00     |
| 1.500 м детаљи      | Лидија Хојецка Пољска | 4,05,13               | Наталија Пантељева Русија                                                                            | 4,06,04        | Олесја Чумакова Русија                                                                        | 4:06,48     |
| 3.000 м детаљи      | Лидија Хојецка Пољска | 8:43,25               | Марта Домингез Шпанија                                                                               | 8:44,40        | Силвија Вајстајнер Италија                                                                    | 8:44,81 НР  |
| 60 м препоне детаљи | Сузана Калур Шведска | 7,87                  | Александра Антонова Русија}                                                                          | 7,94           | Кирстен Болм · Немачка                                                                        | 7,97        |
| 4 х 400 м детаљи    | Белорусија · Јулијана Јушчанка (53,16) · Ирина Кљустова (52,07) · Свјатлана Усович (52,01) · Илона Усович (50,59)           | 3:27,83 НР            | Русија Олесја Жикина (52,39) Наталија Иванова (52,19) Жана Кашчејева (52,79) Наталија Антјух (50,79) | 3:28,16        | Уједињено Краљевство Ема Дак (53,63) Никол Сандерс (50,60) Ким Вол (53,38) Ли Маконел (51,08) | 3:28,69 НР  |
| Скок увис детаљи    | Тија Хелебаут Белгија | 2,05 РЕП, СРС, ЕРС НР | Антонијета ди Мартино Италија                                                                        | 1,96           | Рут Беитија Шпанија                                                                           | 1,96        |
| Скок увис детаљи    | Венелина Венева ( Бугарска) била је трећа са 1,96 м, али је касније дисквалификована, јер је била позитивна на тестостерон. |                       | |                |                                                                                               |             |
| Скок мотком детаљи  | Светлана Феофанова Русија                                                                                                   | 4,76                  | Јулија Голупчикова Русија                                                                            | 4,71           | Ана Роговска Пољска                                                                           | 4,66        |
| Скок удаљ детаљи    | Наиде Гомес · Португалија                                                                                                   | 6,89 НР               | Консепсион Монтанер Шпанија                                                                          | 6,69           | Дениса Шчербова · Чешка                                                                       | 6,64 НР     |
| Троскок детаљи      | Карлота Кастрехана Шпанија                                                                                                  | 14,64 НР              | Олесја Буфалова Русија                                                                               | 14,50          | Тереза Нзола Месо Ба Француска                                                                | 14,49 НР    |
| Бацање кугле детаљи | Асунта Лењанте Италија | 18,92                 | Ирина Кудорошкина Русија                                                                             | 18,50          | Олга Рјабинкина Русија                                                                        | 18,16       |
| Петобој детаљи      | Каролина Клифт Шведска | 4944 бода             | Кели Садертон Уједињено Краљевство                                                                   | 4927 бодова НР | Карин Рукстил Холандија                                                                       | 4801 бод НР |

Легенда: СР = Светски рекорд, ЕР = Европски рекорд, РЕП = Рекорд европских првенстава, СРС = Светски рекорд сезоне (најбоље време сезоне на свету), ЕРС = Европски рекорд сезоне (најбоље време сезоне у Европи), НР = Национални рекорд, ЛР = Лични рекорд, ЛРС = Лични рекорд сезоне

## Биланс медаља
| Медаље земље домаћина |

|     | Држава               | Злато | Сребро | Бронза | Укупно |
| --- | -------------------- | ----- | ------ | ------ | ------ |
| 1.  | Уједињено Краљевство | 3     | 2      | 2      | 7      |
| 2.  | Холандија            | 2     | 1      | -      | 3      |
| 3.  | Италија              | 2     | -      | 1      | 3      |
| 4.  | Шпанија              | 1     | 2      | 3      | 6      |
| 5.  | Немачка              | 1     | 1      | 1      | 3      |
| 6.  | Шведска              | 1     | 1      | -      | 2      |
| 7.  | Ирска                | 1     | -      | -      | 1      |
| 7.  | Словачка             | 1     | -      | -      | 1      |
| 7.  | Чешка                | 1     | -      | -      | 1      |
| 10. | Русија               | -     | 2      | 1      | 3      |
| 11. | Француска            | -     | 1      | 2      | 3      |
| 12. | Белорусија           | -     | 1      | 1      | 2      |
| 13. | Грчка                | -     | 1      | -      | 1      |
| 13. | Украјина             | -     | 1      | -      | 1      |
| 15. | Данска               | -     | -      | 1      | 1      |
| 15. | Пољска               | -     | -      | 1      | 1      |
|     | Укупно (16)          | 13    | 13     | 13     | 39     |

|     | Држава               | Злато | Сребро | Бронза | Укупно |
| --- | -------------------- | ----- | ------ | ------ | ------ |
| 1.  | Русија               | 2     | 7      | 3      | 12     |
| 2.  | Пољска               | 2     | -      | 2      | 4      |
| 3.  | Белгија              | 2     | -      | -      | 2      |
| 3.  | Шведска              | 2     | -      | -      | 2      |
| 5.  | Шпанија              | 1     | 2      | 1      | 4      |
| 6.  | Италија              | 1     | 1      | 1      | 3      |
| 6.  | Уједињено Краљевство | 1     | 1      | 1      | 3      |
| 8.  | Белорусија           | 1     | 1      | -      | 2      |
| 9.  | Португалија          | 1     | -      | -      | 1      |
| 10. | Украјина             | -     | 1      | -      | 1      |
| 11. | Француска            | -     | -      | 1      | 1      |
| 11. | Холандија            | -     | -      | 1      | 1      |
| 11. | Словенија            | -     | -      | 1      | 1      |
| 11. | Чешка                | -     | -      | 1      | 1      |
| 11. | Немачка              | -     | -      | 1      | 1      |
|     | Укупно {16}          | 13    | 13     | 13     | 39     |

## Биланс медаља укупно
|     | Држава               | Злато | Сребро | Бронза | Укупно |
| --- | -------------------- | ----- | ------ | ------ | ------ |
| 1.  | Уједињено Краљевство | 4     | 3      | 3      | 10     |
| 2.  | Италија              | 3     | 1      | 2      | 6      |
| 3.  | Шведска              | 3     | 1      | -      | 4      |
| 4.  | Русија               | 2     | 9      | 4      | 15     |
| 5.  | Шпанија              | 2     | 4      | 4      | 10     |
| 6.  | Холандија            | 2     | 1      | 1      | 4      |
| 7.  | Пољска               | 2     | -      | 3      | 5      |
| 8.  | Белгија              | 2     | -      | -      | 2      |
| 9.  | Белорусија           | 1     | 2      | 1      | 4      |
| 10. | Немачка              | 1     | 1      | 2      | 4      |
| 11. | Чешка                | 1     | -      | 1      | 2      |
| 12. | Ирска                | 1     | -      | -      | 1      |
| 12. | Португалија          | 1     | -      | -      | 1      |
| 12. | Словачка             | 1     | -      | -      | 1      |
| 15. | Украјина             | -     | 2      | -      | 2      |
| 16. | Француска            | -     | 1      | 3      | 4      |
| 17. | Грчка                | -     | 1      | -      | 1      |
| 18. | Данска               | -     | -      | 1      | 1      |
| 18. | Словенија            | -     | -      | 1      | 1      |
|     | Укупно (20)          | 26    | 26     | 26     | 78     |

## Пласман репрезентација
Пласман репрезентација се одређује бодовањем свих такмичара једне репрезентације који су ушли у финале по дисциплинама (од 1-8 места) на овај начин: за прво мето 8 бодова, друго 7…., осмо 1 бод. Збир тако освојених бодова даје пласман репрезентације.
| Пласман | Држава               | 1 место | 2 место | 3 место | 4 место | 5 место | 6 место | 7 место | 8 место | укупно такмичара | бодови |
| 1.      | Русија               | 2       | 9       | 4       | 2       | 3       | 4       | 1       | 1       | 26               | 140    |
| 2.      | Уједињено Краљевство | 4       | 3       | 3       | 4       | 5       | 3       | 0       | 0       | 22               | 120    |
| 3.      | Шпанија              | 2       | 4       | 3       | 2       | 1       | 0       | 0       | 2       | 14               | 78     |
| 4.      | Француска            | 0       | 1       | 3       | 3       | 1       | 6       | 2       | 1       | 17               | 67     |
| 5.      | Немачка              | 1       | 1       | 2       | 3       | 4       | 1       | 1       | 0       | 13               | 63     |
| 6.      | Пољска               | 2       | 0       | 3       | 1       | 1       | 3       | 2       | 0       | 12               | 56     |
| 7.      | Италија              | 3       | 1       | 2       | 0       | 2       | 1       | 0       | 0       | 9                | 54     |
| 8.      | Шведска              | 3       | 1       | 0       | 1       | 1       | 0       | 2       | 2       | 10               | 46     |
| 9.      | Белорусија           | 1       | 2       | 1       | 1       | 1       | 0       | 0       | 2       | 8                | 39     |
| 10.     | Украјина             | 0       | 2       | 0       | 2       | 2       | 1       | 2       | 0       | 9                | 39     |
| 11.     | Холандија            | 2       | 1       | 1       | 0       | 0       | 0       | 0       | 0       | 4                | 29     |
| 12.     | Чешка                | 1       | 0       | 1       | 2       | 0       | 0       | 0       | 0       | 4                | 24     |
| 13.     | Белгија              | 2       | 0       | 0       | 0       | 0       | 0       | 0       | 3       | 5                | 19     |
| 14.     | Словенија            | 0       | 0       | 1       | 1       | 0       | 1       | 2       | 0       | 5                | 18     |
| 15.     | Ирска                | 1       | 0       | 0       | 0       | 0       | 1       | 3       | 0       | 5                | 17     |

## Резиме првенства
- учествовало: - 47 земаља
- укупно такмичара - 570
- дисциплина - 26 (13 муш. + 13 жен.)
- гледалаца 18000
- СР није било
- ЕР није било
- НР - 29
- најбољи резултат на свету у 2007 - 9
- најбољи резултат у Европи у 2007 - 4
- медаље освајали: такмичари 20 држава (рекорд држи 1996. 26 држава)
- Најбоља три резултата према бодовним таблицама ИААФ
  - Мушки 
    - 400 м Дејвид Гилик  Ирска 45,52 s - 1221 бод
    - троскок Филипс Идову  Уједињено Краљевство 17,56 м - 1216 бодова
    - кугла Микулаш Конопка  Словачка 21,57 м - 1215 бодова

  - Жене
    - петобој Каролина Клифт  Шведска 4944 - 1276 бодова
    - петобој Кели Сотертон  Уједињено Краљевство 4927 - 1272 бода
    - вис Тија Елебо  Белгија 2,05 м - 1248 бодова
- двострука победа Лидија Хојецка  Пољска 1500 м и 3000 м
- највише првих места  Уједињено Краљевство - 4
- највише других места  Русија - 9
- највише трећих места  Русија - 4
- укупно највише медаља  Русија - 15